# Luke Young
Luke Paul Young (ur. 19 lipca 1979 w Harlow) – piłkarz angielski grający na pozycji prawego obrońcy w Queens Park Rangers.
Young karierę piłkarską rozpoczynał w Tottenhamie Hotspur, w którym zadebiutował w listopadzie 1998 roku. Przez trzy sezony rozegrał dla londyńskiego klubu 76 występów. Zdobył także Puchar Ligi Angielskiej. W lipcu 2001 roku trafił do Charltonu Athletic. Grał tam do 2007 roku. W tym czasie zagrał w 208 meczach. W sezonie 2004/2005 został wybrany najlepszym zawodnikiem klubu według kibiców. Następnie Young występował przez jeden sezon w Middlesbrough, a w sierpniu 2008 roku trafił do Aston Villi, gdzie gra do dziś.
W reprezentacji Anglii rozegrał łącznie siedem spotkań. Zadebiutował w 2005 roku w meczu z USA. Wcześniej Young występował w kadrze U-18 i U-21.

## Kariera klubowa

### Tottenham Hotspur
Young urodził się w Harlow w hrabstwie Essex. W wieku 10 lat trafił do Tottenhamu Hotspur, któremu kibicował w dzieciństwie. Początkowo występował w drużynach młodzieżowych i rezerwach zespołu.
28 listopada 1998 roku zadebiutował w pierwszej drużynie w przegranym 1:2 wyjazdowym spotkaniu Premier League z West Ham United. W 1999 roku Tottenham zdobył Puchar Ligi Angielskiej po zwycięstwie w finale nad Leicesterem City. Young w tamtym spotkaniu był na ławce rezerwowych. Sezon 1998/1999 zakończył z 22 występami we wszystkich rozgrywkach. W następnym sezonie zagrał w 26 meczach.
19 listopada 2000 roku w meczu z Liverpoolem Young doznał kontuzji stopy. Do gry powrócił 2 stycznia 2001 roku, kiedy to zagrał w wygranym 4:2 ligowym spotkaniu z Newcastle United. W sezonie 2000/2001 Young wystąpił w 28 spotkaniach.
Young w Tottenhamie występował do 2001 roku. Rozegrał w tym czasie 76 spotkań. Young grał w Tottenhamie na lewej obronie, a czasem także jako środkowy obrońca. Prawym obrońcą klubu był wówczas Stephen Carr. Young po opuszczeniu Tottenhamu przyznał, że pozostanie w tym zespole na dłużej mogłoby zniszczyć jego karierę, ponieważ nie mógł grać tam gdzie chciał.

### Charlton Athletic
Latem 2001 roku Sol Campbell przeszedł do Arsenalu i Tottenham zaproponował Youngowi przedłużenie kontraktu o dwa lata. Mimo to 24 lipca 2001 roku Young przeszedł testy medyczne i dzień później podpisał czteroletni kontrakt z Charltonem Athletic. Klub ten zapłacił za niego 3 miliony funtów i zobowiązał się także płacić 250 tysięcy po każdym sezonie, w którym utrzymają się w Premier League. Suma ta więc wzrosła do 4 milionów.
Pierwszy mecz dla klubu z The Valley rozegrał 18 sierpnia, a Charlton przegrał z Evertonem 2:1. Sezon 2001/2002 Young zakończył z 38 występami we wszystkich rozgrywkach. W następnym sezonie zagrał 34-krotnie. W październiku 2003 roku Young doznał kontuzji stawu skokowego i do stycznia nie pojawił się na boisku. W sezonie 2003/2004 wystąpił łącznie w 25 meczach.
25 sierpnia 2004 roku w wygranym 3:0 meczu ligowym z Aston Villą zdobył swoją pierwszą bramkę dla Charltonu, a cały sezon 2004/2005 zakończył z 41 występami i dwoma golami. Został wybrany najlepszym piłkarzem sezonu według kibiców.
2 kwietnia 2006 roku w spotkaniu z West Ham United doznał kontuzji stawu skokowego. Z tego powodu w sezonie 2005/2006 później już nie wystąpił.
19 lipca 2006 roku przedłużył kontrakt z zespołem o cztery lata. W połowie grudnia tego samego roku Young doznał kontuzji więzadła kolanowego. Z tego powodu nie grał przez dwa miesiące i na boisko powrócił 24 lutego 2007 roku, kiedy to wystąpił w meczu z West Ham United.
Jednak pod koniec sezonu 2006/2007 klub spadł z ligi i Young otrzymał pozwolenie na odejście z zespołu. Przez cały okres gry w Charltonie Young był podstawowym zawodnikiem i występował na środku obrony u boku takich zawodników jak: Jorge Costa, Mark Fish czy Jonathan Fortune. Łącznie w Charltonie rozegrał 187 spotkań i zdobył 4 gole. Przez pewien czas Young był także kapitanem tego klubu.

### Middlesbrough

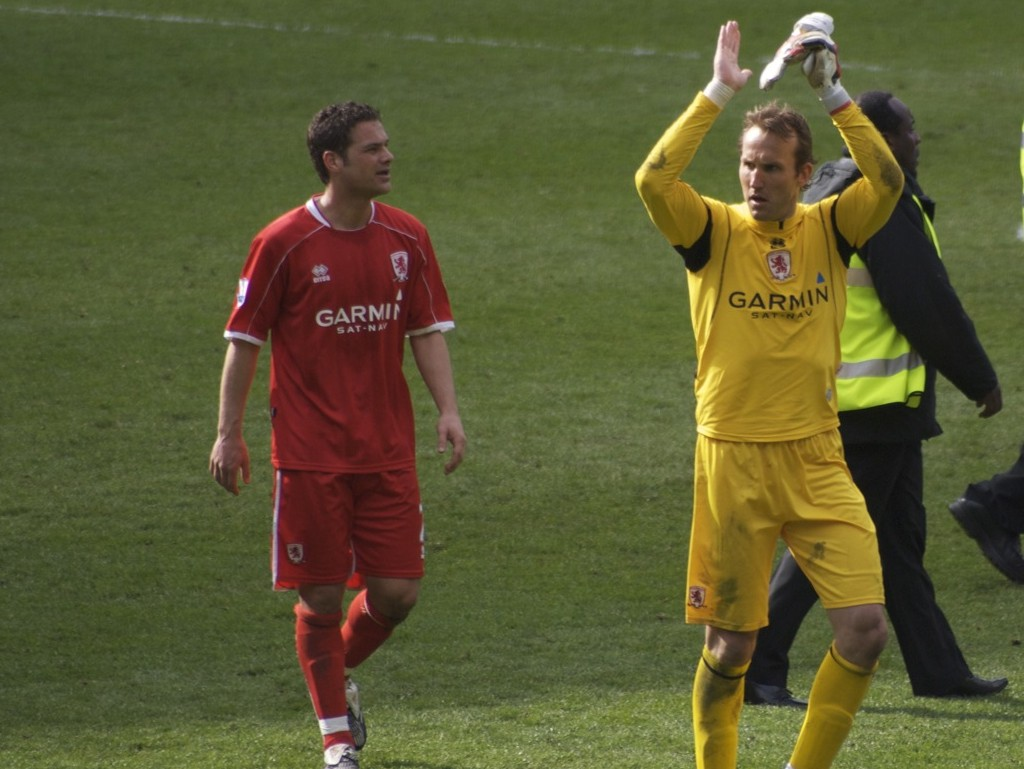
Luke Young (z lewej) w barwach Middlesbrough

Zawodnikiem zainteresowały się między innymi Portsmouth i Everton, a Young ostatecznie trafił do Middlesbrough. Podpisał czteroletni kontrakt, a zespół ten zapłacił za niego sumę 2,5 miliona funtów. W Middlesbrough Young zadebiutował 26 sierpnia w zremisowanym 2:2 domowym meczu z Newcastle United. Natomiast pierwszego i jedynego gola w barwach nowej drużyny zdobył w potyczce ze swoim pierwotnym klubem, Tottenhamem (1:1). W Middlesbrough spędził jeden sezon rozgrywając w nim 35 spotkań. Kibice tego klubu nadali mu pseudonim Mr.Consistent.

### Aston Villa
Mimo zainteresowania Fulham, 7 sierpnia 2008 roku Young podpisał trzyletni kontrakt z Aston Villą. Klub z Birminghamu wyłożył za niego kwotę 5,5 milionów funtów. Aston Villa zobowiązała się także zapłacić 500 tysięcy funtów po rozegraniu przez Younga 60 meczów dla nowego zespołu.
W Aston Villi Young zadebiutował 17 sierpnia 2008 w wygranym 4:2 ligowym spotkaniu z Manchesterem City. Na początku października Young doznał kontuzji 29 października w wygranym 3:2 meczu Premier League z Blackburn Rovers zdobył swoją pierwszą bramkę dla tego klubu. W sezonie 2008/2009 rozegrał 43 mecze we wszystkich rozgrywkach. Przed sezonem 2009/2010 Young doznał kontuzji uda. Do gry powrócił 4 listopada 2009 roku, kiedy to wystąpił w ligowym spotkaniu z West Ham United.

### Queens Park Rangers
27 sierpnia 2011 roku podpisał trzyletni kontrakt z Queens Park Rangers.

## Kariera reprezentacyjna
Young występował w reprezentacji Anglii U-18 i U-21, w barwach której rozegrał 17 spotkań i zdobył jednego gola.
Do pierwszej reprezentacji po raz pierwszy został powołany w 2005 roku. 28 maja tego samego roku zadebiutował w wygranym 2:1 towarzyskim spotkaniu z USA, gdy w 76. minucie zmienił Andy'ego Johnsona. Natomiast w meczu eliminacji do Mistrzostw Świata w Niemczech przeciwko Walii po raz pierwszy rozegrał 90 minut. W listopadzie 2009 roku Young miał zastąpić kontuzjowanego Glena Johnsona w meczu z Brazylią. Young nie chciał wystąpić w tym meczu i zrezygnował jednak z gry w reprezentacji, aby skoncentrować się tylko na piłce klubowej.

## Życie prywatne
W czasie gry w Tottenhamhie Hotspur Young poznał Jessie O’Reilly, która została jego dziewczyną.
12 sierpnia 2009 roku brat przyrodni Younga, Andre został znaleziony martwy na Krecie. Young ma także innego brata, Neila, który był piłkarzem i przez 14 lat występował w Bournemouth.
W 2001 roku Young został trzykrotnie złapany w czasie jazdy samochodem pod wpływem alkoholu. Otrzymał później 30-miesięczny zakaz jazdy; musiał zapłacić też 55 funtów i przez 160 godzin pracować społecznie.

## Statystyki
Stan na 3 września 2011
| Klub                | Sezon     | Liga    | Liga | Puchar Anglii | Puchar Anglii | Puchar Ligi | Puchar Ligi | Puchar UEFA | Puchar UEFA | Łącznie | Łącznie |
| Klub                | Sezon     | Występy | Gole | Występy       | Gole          | Występy     | Gole        | Występy     | Gole        | Występy | Gole    |
| ------------------- | --------- | ------- | ---- | ------------- | ------------- | ----------- | ----------- | ----------- | ----------- | ------- | ------- |
| Tottenham Hotspur   | 1998/1999 | 15      | 0    | 5             | 0             | 2           | 0           | ––          | ––          | 22      | 0       |
| Tottenham Hotspur   | 1999/2000 | 20      | 0    | 2             | 0             | 1           | 0           | 3           | 0           | 26      | 0       |
| Tottenham Hotspur   | 2000/2001 | 23      | 0    | 4             | 0             | 1           | 0           | ––          | ––          | 28      | 0       |
| Tottenham Hotspur   | Łącznie   | 58      | 0    | 11            | 0             | 4           | 0           | 3           | 0           | 76      | 0       |
| Charlton Athletic   | 2001/2002 | 34      | 0    | 1             | 0             | 3           | 0           | ––          | ––          | 38      | 0       |
| Charlton Athletic   | 2002/2003 | 32      | 0    | 2             | 0             | 0           | 0           | ––          | ––          | 34      | 0       |
| Charlton Athletic   | 2003/2004 | 24      | 0    | 0             | 0             | 1           | 0           | ––          | ––          | 25      | 0       |
| Charlton Athletic   | 2004/2005 | 36      | 2    | 3             | 0             | 2           | 0           | ––          | ––          | 41      | 2       |
| Charlton Athletic   | 2005/2006 | 32      | 1    | 3             | 0             | 3           | 0           | ––          | ––          | 38      | 1       |
| Charlton Athletic   | 2006/2007 | 29      | 1    | 0             | 0             | 3           | 0           | ––          | ––          | 32      | 1       |
| Charlton Athletic   | Łącznie   | 187     | 4    | 9             | 0             | 12          | 0           | ––          | ––          | 208     | 4       |
| Middlesbrough       | 2007/2008 | 35      | 1    | 5             | 0             | 2           | 0           | ––          | ––          | 42      | 1       |
| Middlesbrough       | Łącznie   | 35      | 1    | 5             | 0             | 2           | 10          | ––          | ––          | 42      | 1       |
| Aston Villa         | 2008/2009 | 34      | 1    | 2             | 0             | 0           | 0           | 7           | 0           | 43      | 1       |
| Aston Villa         | 2009/2010 | 16      | 0    | 3             | 0             | 1           | 0           | 0           | 0           | 20      | 0       |
| Aston Villa         | 2010/2011 | 23      | 1    | 0             | 0             | 1           | 0           | 0           | 0           | 24      | 1       |
| Aston Villa         | 2011/2012 | 2       | 0    | 0             | 0             | 0           | 0           | 0           | 0           | 2       | 0       |
| Aston Villa         | Łącznie   | 75      | 2    | 5             | 0             | 2           | 0           | 7           | 0           | 89      | 2       |
| Queens Park Rangers | 2011/2012 | 0       | 0    | 0             | 0             | 0           | 0           | 0           | 0           | 0       | 0       |
| Łącznie             | Łącznie   | 355     | 7    | 30            | 0             | 22          | 0           | 10          | 0           | 417     | 7       |

## Sukcesy
Klubowe
- Puchar Ligi Angielskiej: 1998/1999

Indywidualne
- Najlepszy piłkarz Charltonu Athletic według kibiców: 2004/2005